# Neulietzegöricke
Neulietzegöricke est un village rattaché à la commune de Neulewin dans le district de Märkisch-Oderland (Land de Brandebourg en Allemagne). Il comprend environ 200 habitants. La commune de Neulewin est administrée par le Bureau de Barnim-Oderbruch à Wriezen .

## Géographie
Neulietzegöricke est situé dans l'est du Brandebourg dans l'Oderbruch, à 70 km à l'est de Berlin. Le village borde directement l'Oder, qui marque la frontière avec la Pologne. Les villages environnants,  sont dans la voïvodie de Poméranie occidentale : Siekierki au nord, Stare Łysogórki au nord-est, Gozdowice à l'est, Güstebieser Loose au sud-est. Karlshof et Heinrichsdorf sont au sud, Altwriezen (qui fait partie de Wriezen) au sud- ouest, et le village d'Altwustrow (qui fait partie d´Oderaue) à l'ouest ainsi que Zäckericker Loose au nord-ouest.

## Histoire
Neulietzegöricke a été aménagé après l'assèchement de l'Oderbruch par Frédéric le Grand en 1753, sous la forme d´un village qui s´étale le long de deux rues parallèles. Au milieu du village, entre ces deux rues, un fossé d'évacuation des eaux, a été créé. L'excavation a été utilisée pour surélever les chantiers de construction des maisons des colons. Entre les deux rangées de maisons, au milieu du village, ont été construites l'église, l'auberge et l'école, aujourd'hui centre communautaire. L'église, construite à partir de 1842 est un bâtiment rectangulaire de style classique tardif avec une tour carrée à l´ouest. En 1832, une grande partie du village a été détruit par un incendie et reconstruite plus tard. Environ un tiers des maisons du village sont des maisons à colombages ou contiennent encore des éléments de colombage.

### Incorporations
La communauté de Karlshof a été initialement fondée le 1er janvier 1974 incorporée à Neulietzegöricke. En avril 1991, elle a été externalisée et transférée à Neulewin.
Le 26 octobre 2003 Neulietzegöricke a été intégré à Neulewin.

## Centres d´intérêt

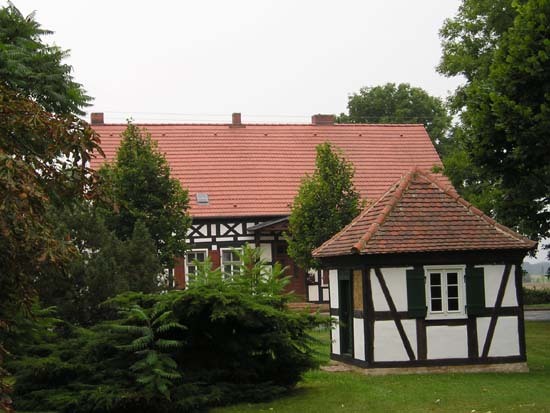
Maisonnette historique qui servait à stocker les ruches

Avec ses nombreuses maisons à colombages restaurées, Neulietzegöricke  est aujourd'hui un des plus anciens villages de colons de l'Oderbruch (1753), placé sous le régime de la protection des monuments historiques  ; il est membre de la commission des Centres villageois historiques de l'État de Brandebourg .
La ferme à quatre côtés entièrement conservée de Borkenhagen avec le pigeonnier mérite le détour. L'abri de jardin, joyau de l'architecture villageoise, qui date des débuts de la ville, a été déplacé en 1998.
A Neulietzegöricke il y a, en plus des nombreuses maisons à colombages restaurées d´autres centres d´intérêt :
- Ferme au carré de la famille Borkenhagen avec une petite exposition
- Église du village du classique tardif (1839/40)
- Maisons des journaliers et fermes
- Centre communautaire
- Place herborée[Quoi ?] au centre du village
- Maisonnette historique qui servait au stockage des ruches

## Pistes cyclables
La piste cyclable Oder-Neiße passe à proximité du village sur la digue de l'Oder. Celle qui relie Wriezen  à Bienenwerder (Oder) permet également de découvrir le village.

## Festivités
- Carnaval
- Fête du printemps
- Fête des enfants et fête du village (généralement le 1er week-end d'août)
- Fête d'automne
- Bal des associations